# Evangelho de São Cuteberto

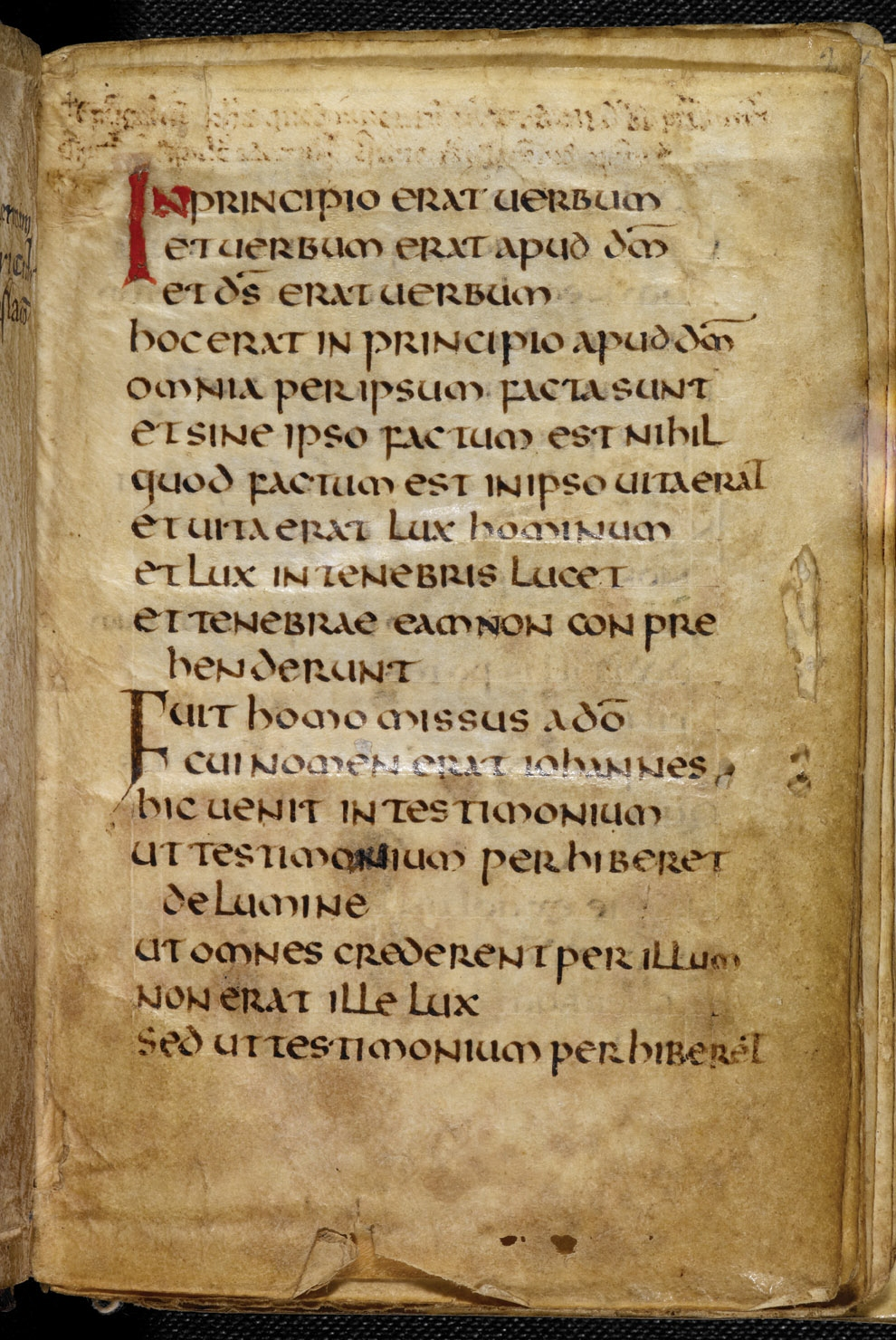
Início do texto

O Evangelho de São Cuteberto, também conhecido como o Evangelho de Stonyhurst ou o Evangelho de São João segundo São Cuteberto, é um pequeno evangeliário do início do século VIII, escrito em latim. Sua encadernação em couro finamente decorada é a mais antiga que se conhece no mundo ocidental, e as suas 94 folhas em papel velino encontram-se em excelentes condições para um livro desta época. Com uma dimensão de folha de 138 mm por 92 mm, o Evangelho de São Cuteberto é um dos manuscritos anglo-saxões mais pequenos que se conhece, e que tenha sobrevivido. O texto, essencialmente não decorado, representa o Evangelho segundo João em latim, e está escrito de uma forma que tem sido descrita como um modelo de elegante simplicidade.
O livro leva o nome de São Cuteberto de Lindisfarne, Nordeste da Inglaterra, em cujo túmulo foi colocado, provavelmente alguns anos depois da sua morte em 687. Embora tenha sido considerado uma cópia pessoal do Evangelho de Cuteberto, do qual existem referências antigas e, deste modo, uma relíquia do santo, acredita-se que o livro data de pouco depois da sua morte. Terá sido, provavelmente, uma oferta do Abadia de Monkwearmouth-Jarrow, o mosteiro onde foi escrito, com a intenção de ser depositado no caixão de São Cuteberto quando os seus restos mortais foram colocados por trás do altar em Lindisfarne em 698. Presumivelmente, ele permaneceu no caixão durante as várias viagens após 875, forçadas pelas invasões viquingues, até acabar na Catedral de Durham. O livro foi encontrado no interior do caixão e removido em 1104, quando o túmulo foi, de novo, mudado de local dentro da catedral. Foi ali mantido juntamente com outras relíquias, e podia ser usado por visitantes importantes em uma bolsa de couro em volta do pescoço. Pensa-se que após a Dissolução dos Mosteiros na Inglaterra por Henrique VIII, entre 1536 e 1541, o livro passou para as mãos de colecionadores. Eventualmente, foi entregue ao Stonyhurst College, uma escola jaseuíta em Lancashire.
A partir de 1979, foi emprestado por um longo período da província britânica da ordem jesuíta, para a Biblioteca Britânica, catalogado como Empréstimo 74. Em 14 de julho de 2011, a Biblioteca Britânica lançou uma campanha de arrecadação de fundos para comprar o livro por 9 milhões de libras e, em 17 de Abril de 2012, anunciou que a aquisição havia sido concluída, e que o livro tinha a referência da British Library Add MS 89000.
A biblioteca planejava exibir o Evangelho em períodos iguais tanto em Londres como em  Durham. O manuscrito é descrito como "o livro europeu mais antigo, sobrevivente e intacto, e um dos livros mais importantes a nível mundial". Entre 1 de julho e 30 de setembro de 2013, o manuscrito esteve em exposição na Biblioteca do Palace Green, da Universidade de Durham, juntamente com os items dos  Evangelhos de Lindisfarne. O Evangelho de Cuteberto, voltou a Durham entre 1 de março e 31 de dezembro de 2014, como peça central de uma exposição na Biblioteca do Palace Green, com o tema "Encadernação de livros da Idade Média aos nossos dias".

## Descrição

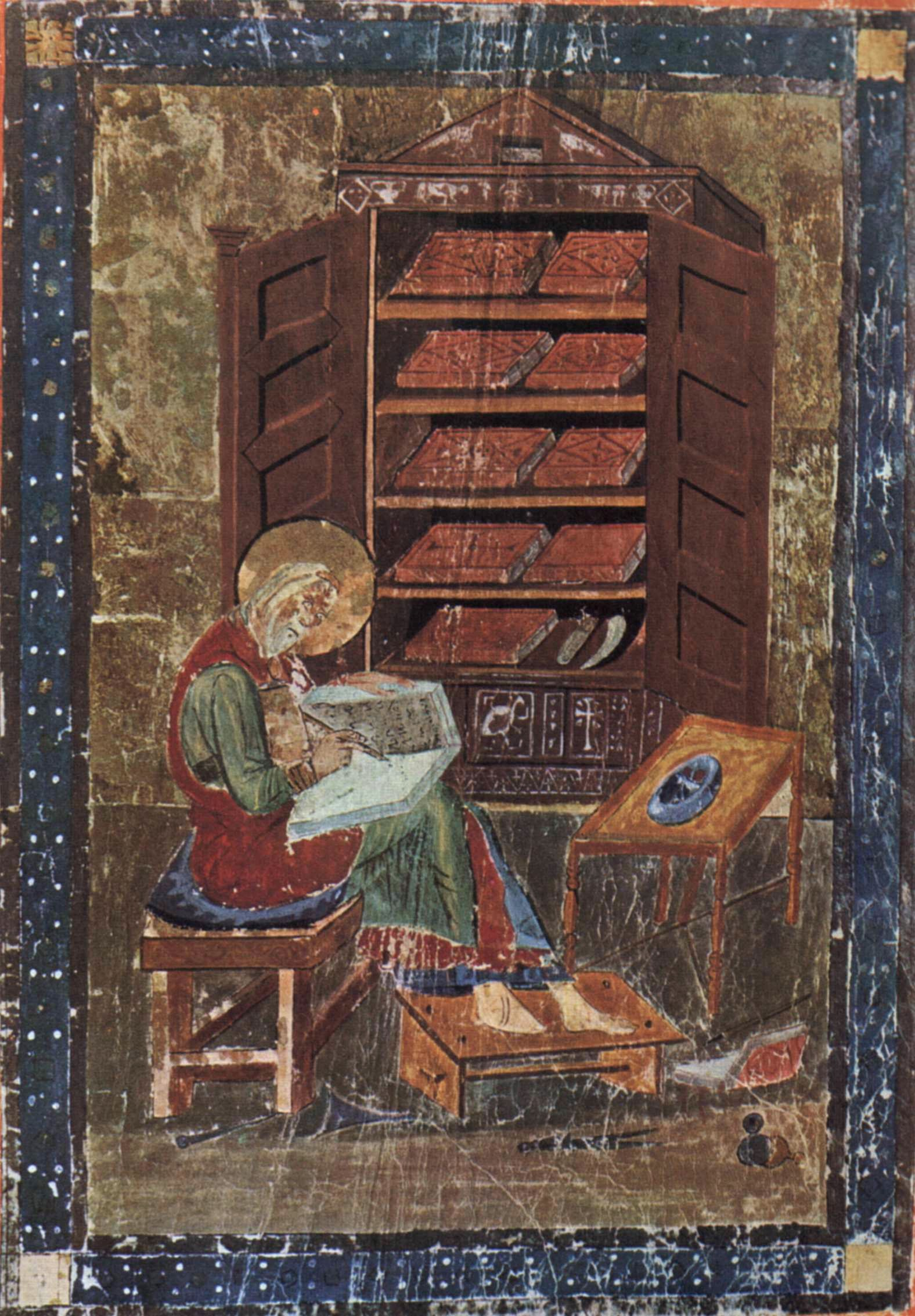
O retrato de Esdras — no Codex Amiatinus — mostra outros livros ao fundo encadernados em vermelho, provavelmente seria couro

O Evangelho de São Cuteberto é um livro de bolso, com 138 por 92 milímetros, contendo o Evangelho de João redigido em escrita uncial em 94 fólios de pergaminho. É encadernado em tábuas de madeira cobertas com couro vermelho trabalhado.

### Contexto
O Evangelho de São Cuteberto é significativamente o primeiro livro europeu sobrevivente completo, com sua encadernação original e por associação com o santo anglo-saxão do século VII Cuteberto de Lindisfarne. Um desenho no Codex Amiatinus, do profeta Esdras escrevendo em sua biblioteca, mostra vários livros igualmente encadernados em vermelho, decorados com desenhos geométricos. Essa miniatura provavelmente foi baseada em uma original do Codex Grandior, uma Bíblia italiana importada e perdida em Jarrow, que mostrava Cassiodoro e os nove volumes que ele escreveu de comentários sobre a Bíblia. Não é possível detectar se as encadernações representadas, que eram presumivelmente de couro, incluíam elementos elevados, mas os livros são armazenados de maneira plana em um armário, o que reduziria o desgaste de quaisquer padrões elevados.
As encadernações em tesouros, da Era Medieval, com estruturas em metais preciosos, e muitas vezes contendo pedras preciosas, painéis de marfim esculpidos ou relevos metálicos, talvez sejam mais conhecidas hoje do que as encadernações de couro; mas eram para livros usados em cultos da igreja ou como "ícones de livros" em vez de uso em bibliotecas. Das encadernações de tesouros desse período, apenas a cobertura inferior dos Evangelhos de Lindau (750-800, Biblioteca e Museu Morgan) agora sobrevive completa, embora existam várias referências a elas, mais famosamente à do Livro de Kells, que foi perdida após um roubo em 1007. Vários fragmentos de metal do que provavelmente eram montagens de livros sobreviveram, geralmente adaptados como jóias pelos vikings. No contexto do culto de Cuteberto, os Evangelhos de Lindisfarne ricamente iluminados, foram feitos em Lindisfarne, provavelmente logo após o Evangelho de São Cuteberto, com capas envolvendo trabalhos em metal, talvez inteiramente feitos nele, que agora também estão perdidos. Encardenações mais simples e precoces em couro são quase tão raras quanto as de tesouros, pois elas geralmente se desgastavam nas bibliotecas e precisavam ser renovadas, e os colecionadores anteriores não consideravam a maioria das encadernações históricas dignas de serem mantidas.

### Texto

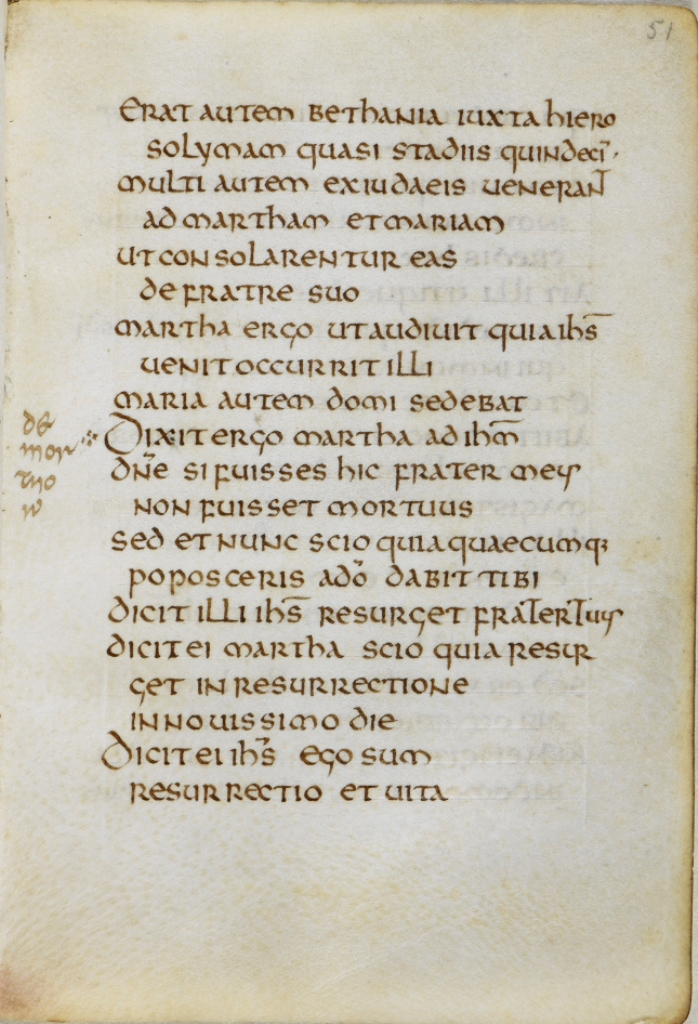
O fólio 51r, representando João 11: 18-25a, com uma indicação na margem da linha 10: "de mortuorum" (para os mortos).

O texto é uma cópia muito boa e cuidadosa do Evangelho de João, do que foi chamado a família de textos "Ítalo-Northumbrianos"; outros exemplos bem conhecidos são os vários manuscritos de Wearmouth-Jarrow, incluindo o Codex Amiatinus, os Evangelhos de Lindisfarne e o Evangeliário MS Royal 1. B. VII. Presume-se que essa família tenha derivado de um hipotético "Evangeliário Napolitano" trazido para a Inglaterra por Adrian de Canterbury, um companheiro de Teodoro de Tarso, que Beda diz ter sido um abade de Nisida, um mosteiro igualmente hipotético perto de Nápoles. Nas rubricas dos Evangelhos de Lindisfarne, há várias que são "especificamente napolitanas", incluindo festivais que foram celebrados apenas em Nápoles, como A Natividade de São Januário e a Dedicação da Basílica de Estevão. O manuscrito napolitano provavelmente estava na Abadia de Wearmouth-Jarrow.
Além das iniciais ampliadas e às vezes um pouco elaboradas que abrem as Seções Amonianas (o equivalente a divisão moderna em versos) e outras em vermelho no início dos capítulos, o texto não tem iluminação ou decoração, mas Sir David Wilson, historiador da Arte anglo-saxónica e diretor do Museu Britânico, o usou como exemplo ao escrever "alguns manuscritos são tão belamente escritos que a iluminação parece estragá-los." Julian Brown escreveu que "o capitular uncial do Evangelho de Stonyhurst deve sua beleza ao design simples e à execução perfeita. Os elementos decorativos no script nunca interferem na estrutura básica das formas das letras; eles surgem naturalmente do ângulo inclinado em que a caneta foi segurada".
As páginas com o texto foram regidas com uma caneta cega ou ferramenta similar, deixando apenas uma impressão no pergaminho. Pode-se demonstrar que isso foi feito para cada junção com apenas dois conjuntos de linhas, ordenados nas páginas mais externas e internas, exigindo uma pressão muito firme para levar as marcas até as folhas atrás. Linhas impressas marcam as bordas verticais da área de texto e há um par externo de linhas. Cada linha de texto é governada somente até as linhas verticais internas, e há marcas de picada nas quais as linhas horizontais encontram as verticais. O livro começa com 19 linhas em uma página, mas no fólio 42 muda para 20 linhas por página, exigindo a reorganização de algumas páginas. Evidentemente, essa mudança foi um afastamento do plano original e pode ter sido causada pela falta do pergaminho muito fino, pois são usadas duas espécies diferentes, embora a mudança não coincida exatamente com a alteração no número de linhas.
Quatro passagens estão marcadas na margem, que correspondem àquelas usadas como leituras em Missas pelos Mortos no lecionário romano de meados do século VII. Provavelmente foi feito às pressas, já que a maioria das marcas de deslocamento esquerdas, nas páginas opostas do livro, foram fechadas antes que a tinta estivesse seca. Isso parece indicar que o livro foi usado pelo menos uma vez como evangeliário para uma missa pelos mortos, talvez por ocasião da exumação de Cuteberto em 698.

### A encadernação

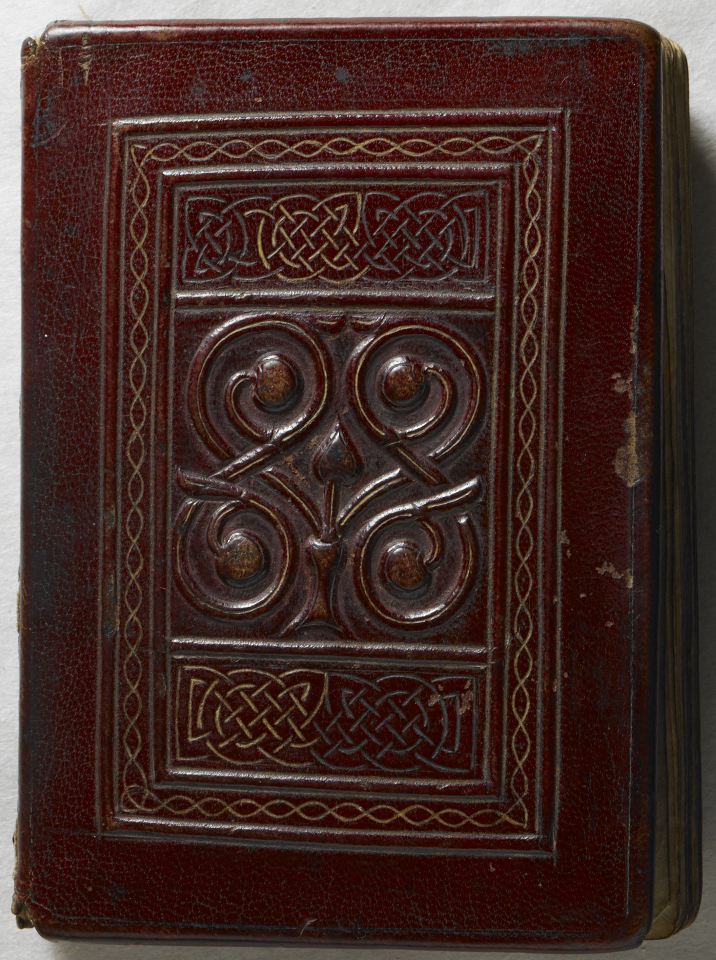
A capa da frente; a encadernação original em pele de cabra vermelha é a mais antiga encadernação ocidental.

A encadernação original em pele de cabra vermelha trabalhada é a primeira encadernação ocidental  que sobreviveu intacta e praticamente a única sobrevivente de couro Insular decorado. A decoração da capa inclui cores, e o design principal é elevado, o que é único entre as poucas sobreviventes da Idade Média. Os painéis de decoração geométrica com entrelaçamento de dois fios estão intimamente relacionados aos manuscritos iluminados insulares, e podem ser comparados às páginas de carpetes encontradas nele. Os elementos do desenho também se relacionam com a metalurgia anglo-saxônica no caso da origem geral do entrelaçamento nos manuscritos, com os coptas e outros desenhos do Mediterrâneo Oriental.
A decoração das capas inclui três linhas de preenchimento de pigmentos gravadas com um instrumento pontiagudo, que agora aparecem como dois tons de amarelo, um brilhante e o outro pálido, e uma cor escura que agora aparece como azul acinzentado, mas foi registrada como azul nas primeiras descrições. A capa inclui as três cores, mas o amarelo pálido não é usado na contracapa. Os pigmentos foram analisados pela primeira vez, como um benefício da compra do manuscrito pela British Library, e identificados pela Espectroscopia Raman como Auripigmento (amarelo) e Anil (cinza-azul). O equilíbrio dos desenhos nas duas capas agora é afetado pelo que parece ser o maior desbotamento do pigmento azul acinzentado escuro. O encadernador Roger Powell especulou que o "amarelo-limão [...] pode ter sido verde uma vez", fornecendo um esquema de cores original de azul, verde e amarelo no fundo vermelho, embora os testes recentes sugiram que esse não era o caso.
Dada a falta de objetos sobreviventes, não podemos saber quão comuns eram as técnicas empregadas, mas a qualidade da execução sugere que o encadernador era experiente neles. Ao mesmo tempo, uma análise de Robert Stevick sugere que os desenhos para as duas capas pretendiam seguir um sofisticado esquema geométrico de construções de régua e compasso usando as "duas medidas reais da geometria", a razão entre a raiz quadrada de dois e a proporção áurea. No entanto, falhas no complicado processo de produção, alguns detalhados abaixo, significam que as capas acabadas não exibem as proporções pretendidas e são, em alguns aspectos, um pouco falsas.
Embora pareça claro pelo estilo do script que o texto foi escrito em Monkwearmouth-Jarrow, é possível que a encadernação tenha sido adicionada em Lindisfarne; a forma dos pergaminhos das plantas pode ser comparada com as do altar portátil também encontrado no caixão de Cuteberto, presume-se que ele tenha sido feito lá, embora também com outras obras do período, como o cabo de uma cruz anglo-saxônica de Penrith e o Saltério Vespasiano. Pequenos orifícios nas dobras de cada junção parecem representar uma "costura temporária" junto das páginas, cuja explicação é uma jornada feita pelas páginas não acopladas.

#### Capa

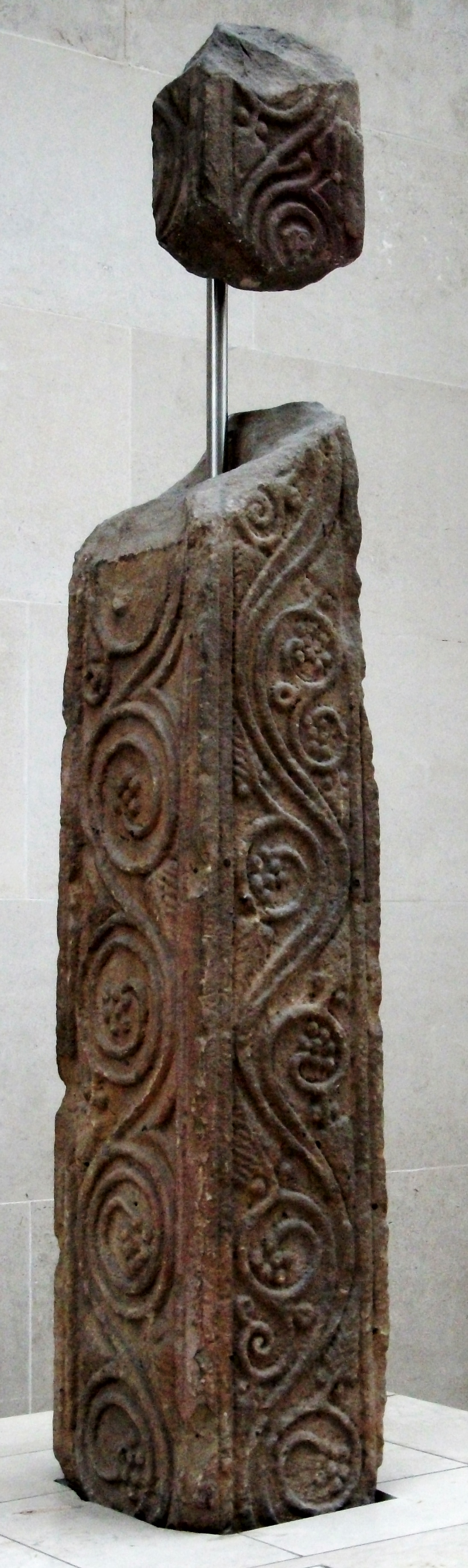
Dois eixos enfeitados de videiras anglo-saxônicas na cruz de Lowther

A decoração da capa é dividida em campos delimitados por linhas elevadas. O campo central contém uma decoração vegetal que representa um cálice estilizado no centro, com um broto e hastes de videira rolando, frutas e várias folhas pequenas. Acima e abaixo do design central, existem campos contendo ornamentos entrelaçados em linhas finamente entalhadas. Os três detalhes são colocados dentro de uma borda que contém mais entrelaçamento. 
Rolos contínuos de videira em uma grande variedade de desenhos do mesmo tipo geral que o detalhe central, com poucas folhas e frutos redondos, eram muito comuns na arte anglo-saxônica um pouco mais tarde, e são frequentemente combinados com entrelaçados no mesmo trabalho, especialmente nas cruzes anglo-saxônicas, por exemplo, a Bewcastle Cross e a Easby Cross agora no Victoria and Albert Museum. Uma face da fragmentada cobertura prateada do altar portátil, também recuperada do caixão de Cuteberto, possui uma combinação similar de elementos, com ambas as áreas de entrelaçamento e, nos quatro cantos, uma decoração simples de planta com broto ou folha central e um rebento espiral nos lados. A combinação de diferentes tipos de ornamentos em uma estrutura de painéis é altamente típica da arte da Nortúmbria, acima de todos os Evangelhos de Lindisfarne. Acredita-se que o entrelaçamento ainda possa ter algum poder protetor quase mágico, que parece ter sido sua função na arte germânica pré-cristã. A decoração da videira aqui difere do tipo de rolagem contínua comum, pois as hastes se cruzam duas vezes de cada lado, mas as hastes também são vistas na face norte superior da Bewcastle Cross e uma cruz na igreja em Hexham. Meyer Schapiro compara o detalhe com outro em uma letra capitular no Livro de Kells. Berthe van Regemorter sugeriu que no Evangelho de São Cuteberto esse desenho representa Cristo (como broto central) e os Quatro Evangelistas como as uvas, na passagem bíblica: "Eu sou a videira, vós sois os galhos" (João 15: 5), mas essa idéia foi tratada com cautela por outros estudiosos.
Os dois painéis de entrelaçamento usam o mesmo design, do que David H. Wright descreve como o "tipo de linha fina de par alternado" que ele chama de "talvez o mais sofisticado dos tipos de entrelaçamento insular". Os painéis são simétricos em relação a um eixo vertical, exceto pela extremidade esquerda do painel superior, que é diferente. Enquanto as outras extremidades do padrão terminam em uma linha plana paralela à linha de enquadramento vertical, parte de uma forma como um D incompleto, a parte superior esquerda termina em duas elipses apontando para os cantos. As linhas que formam os padrões entrelaçados são coloridas em azul escuro/preto e amarelo brilhante, mas de maneira diferente. No painel inferior, o amarelo colore a metade esquerda do design, mas o painel superior começa na (desviada) esquerda na cor escura e depois muda para amarelo quando o padrão mudar para o usado nos demais painéis. Ele continua em amarelo até o ponto central e depois muda para a cor escura no lado direito do design. 
A transição entre a parte superior esquerda, talvez onde o artista começou, e o modelo padrão é um pouco estranho, deixando um ponto bastante careca (para um padrão entrelaçado) à esquerda da primeira vertical amarela em curva. Essa mudança empurra o ponto médio do painel superior para fora do centro para a direita, enquanto no painel inferior cai ligeiramente para a esquerda do centro morto. Esses caprichos no design sugerem que foi feito à mão livre, sem marcar o padrão usando compasso, por exemplo. A linha horizontal mais baixa não é reta, sendo mais alta à esquerda, provavelmente devido a um erro na marcação ou perfuração dos furos na placa de cobertura através da qual as extremidades do fio passam. A simples torção ou borda da corrente em amarelo entre os dois quadros elevados se assemelha a um elemento de uma letra capitular no Durham Gospel Book Fragment, um importante manuscrito anterior de Lindisfarne.

#### Contracapa

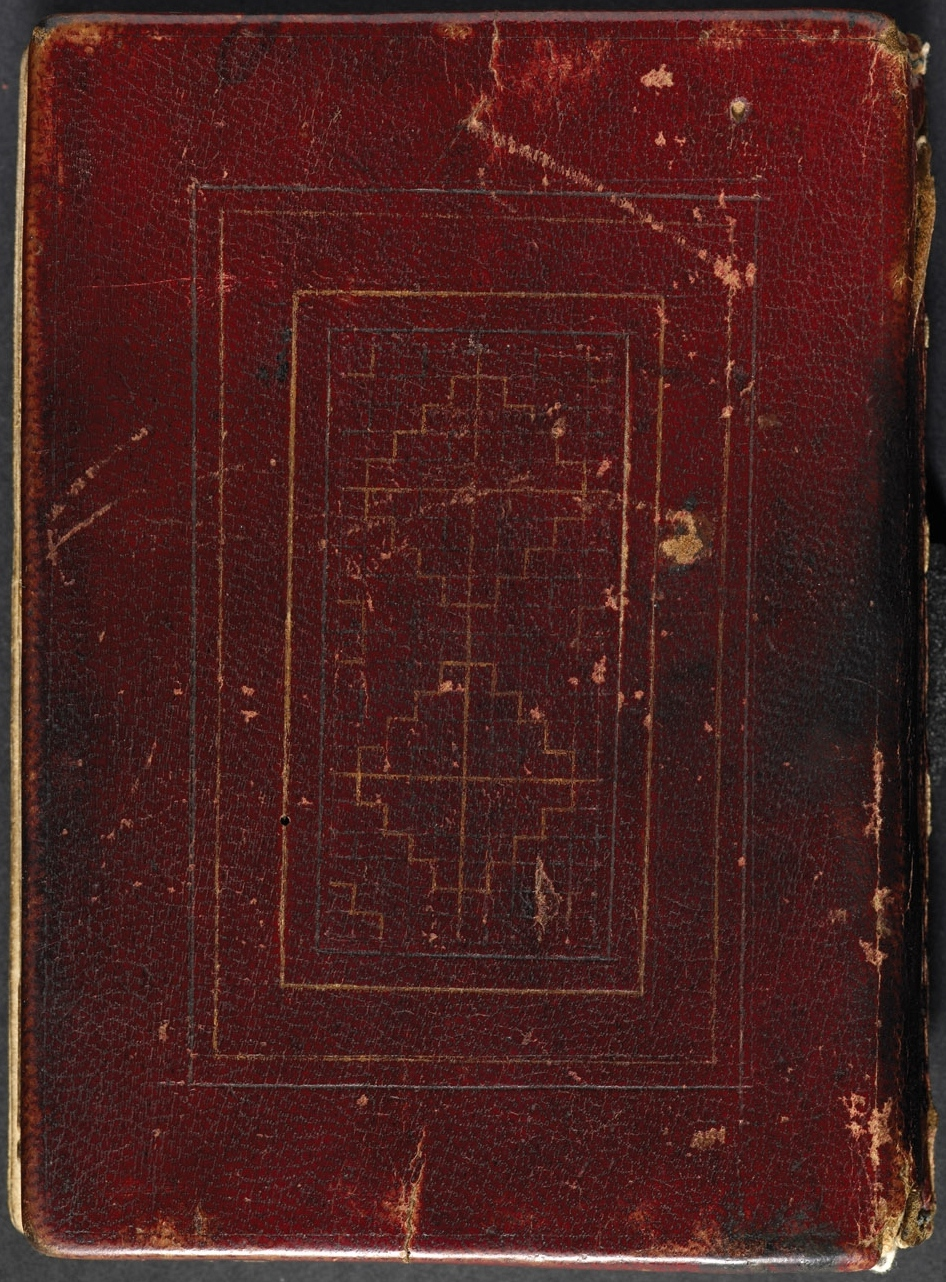
A contracapa

A contracapa é decorada de maneira mais simples, sem elementos em relevo e decoração puramente geométrica de linhas gravadas, que são preenchidas com dois pigmentos que agora aparecem como o amarelo brilhante e a cor escura, uma vez aparentemente azul. Dentro de várias linhas de enquadramento que fazem retângulos de proporções semelhantes à própria capa, um painel retangular central é marcado com pontos para formar uma grade de quadrados de 3 mm, 21 de altura e 10 de largura. As linhas na grade são gravadas e coloridas em amarelo para formar duas "cruzes", ou quadrados posicionados em um canto, com elementos adicionais nos quatro cantos e na metade do lado vertical, entre as duas "cruzes". A linha axial vertical abaixo da grade e os dois eixos horizontais através das cruzes também são coloridos no pigmento amarelo até as bordas da grade. As linhas restantes na grade e todas as linhas ao longo das bordas são coloridas na cor escura. Esta é uma versão simples do tipo de design encontrado nas páginas de carpete insulares, bem como na decoração e nos tecidos dos manuscritos coptas, e nas pequenas cruzes em degraus que decoram os painéis principais dos famosos grampos de ombro encontrados em Sutton Hoo. O alinhamento das várias linhas de enquadramento externas com o quadro mais interno e o painel com a grade é notavelmente imperfeito, pois a linha de enquadramento superior foi estendida muito à esquerda. Traços de uma primeira tentativa sem cor nessa linha podem ser vistos no lado direito, acima da linha colorida.

#### Construção
Embora a encadernação nunca tenha sido desmontada para exame antes de ser comprada pela Biblioteca Britânica, pode-se dizer uma quantidade considerável sobre sua construção. Uma combinação de folga por desgaste, danos em certos lugares e a falha da pasta que colava as páginas no interior das capas, agora permitem uma inspeção não intrusiva de grande parte da construção da encadernação, incluindo a parte traseira da placa de madeira da capa, e alguns dos furos feitos através dele.
As linhas de armação levantadas podem ser vistas da parte traseira da capa como sendo coladas ao cordão da borda e passando o couro sobre ela, em uma técnica de origem copta, da qual poucos exemplos antigos sobrevivem — um dos mais próximos é uma encadernação islâmica do século IX ou X encontrada na Grande Mesquita de Cairuão, Tunísia. Existem furos na borda onde as extremidades de corte podem ser vistas por trás.

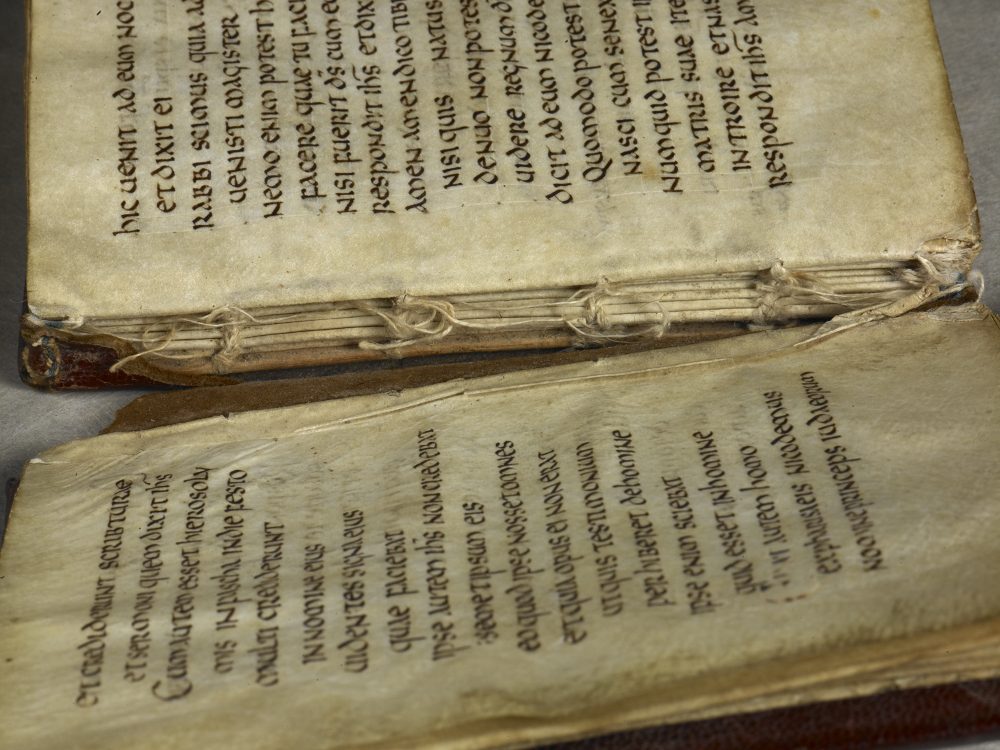
A capa desmontada durante o exame

O cálice e o detalhe vegetal na frente, dos quais não há vestígios por trás, foram construídos usando algum material parecido com argila embaixo do couro, como mostra a tomografia computadorizada desde a compra. No livro de 2015, Nicholas Pickwoad sugere que essa decoração elevada foi formada usando uma matriz que foi pressionada no couro úmido sobre a substância argila e a borda de madeira. Os autores anteriores sugeriram que o material sob a decoração em relevo poderia ter sido construído em gesso, bem como pedaços de cordão e couro antes de aplicar o couro da capa. Uma decoração de planta, amplamente semelhante em técnica, é encontrada em uma bolsa do Oriente Médio, agoraa no Walters Art Museum em Baltimore.
Pensa-se agora que as tábuas das coberturas, anteriormente consideradas Tilias, sejam de bétula, uma madeira incomum em encadernações posteriores, mas facilmente disponível no norte da Inglaterra.